# Jintian (sockenhuvudort i Kina, Jiangxi Sheng, lat 27,15, long 114,44)
Jintian är en sockenhuvudort i Kina. Den ligger i provinsen Jiangxi, i den sydöstra delen av landet, omkring 220 kilometer sydväst om provinshuvudstaden Nanchang. Antalet invånare är 20 397. Befolkningen består av 9 849 kvinnor och 10 548 män. Barn under 15 år utgör 16,0 %, vuxna 15-64 år 73 %, och äldre över 65 år 9,0 %.
Runt Jintian är det ganska tätbefolkat, med 144 invånare per kvadratkilometer. Närmaste större samhälle är Zhouhu, 8,1 km öster om Jintian. Trakten runt Jintian består till största delen av jordbruksmark.
Genomsnittlig årsnederbörd är 2 072 millimeter. Den regnigaste månaden är maj, med i genomsnitt 322 mm nederbörd, och den torraste är oktober, med 28 mm nederbörd.